# Ishag Adam
Ishag Adam Abdallah Muhamed, noto semplicemente come Ishag Adam (1º gennaio 1999), è un calciatore sudanese, portiere dell'Al-Hilal Omdurman e della nazionale sudanese.

## Carriera

### Club
Ha giocato con vari club nella prima divisione sudanese; in carriera ha anche giocato una partita in Coppa della Confederazione CAF.

### Nazionale
Debutta con la nazionale sudanese il 13 ottobre 2018 in occasione dell'incontro di qualificazione per la Coppa delle nazioni africane 2019 perso 3-0 contro il Senegal.
Nel gennaio 2022 viene incluso nella lista finale dei convocati della Coppa delle nazioni africane 2021.

## Statistiche
Statistiche aggiornate al 4 gennaio 2022.

### Cronologia presenze e reti in nazionale
| Cronologia completa delle presenze e delle reti in nazionale ― Sudan | Cronologia completa delle presenze e delle reti in nazionale ― Sudan | Cronologia completa delle presenze e delle reti in nazionale ― Sudan | Cronologia completa delle presenze e delle reti in nazionale ― Sudan | Cronologia completa delle presenze e delle reti in nazionale ― Sudan | Cronologia completa delle presenze e delle reti in nazionale ― Sudan | Cronologia completa delle presenze e delle reti in nazionale ― Sudan | Cronologia completa delle presenze e delle reti in nazionale ― Sudan |
| Data                                                                 | Città                                                                | In casa                                                              | Risultato                                                            | Ospiti                                                               | Competizione                                                         | Reti                                                                 | Note                                                                 |
| -------------------------------------------------------------------- | -------------------------------------------------------------------- | -------------------------------------------------------------------- | -------------------------------------------------------------------- | -------------------------------------------------------------------- | -------------------------------------------------------------------- | -------------------------------------------------------------------- | -------------------------------------------------------------------- |
| 13-10-2018                                                           | Dakar                                                                | Senegal                                                              | 3 – 0                                                                | Sudan                                                                | Qual. Coppa d'Africa 2019                                            | -3                                                                   |                                                                      |
| 22-8-2021                                                            | Dubai                                                                | Niger                                                                | 2 – 1                                                                | Sudan                                                                | Amichevole                                                           | -1                                                                   | 44’                                                                  |
| Totale                                                               |                                                                      | Presenze                                                             | 2                                                                    |                                                                      | Reti                                                                 | -4                                                                   |                                                                      |